# Bert Williams (futebolista)
Bert Frederick Williams CBE (Bradley, 31 de janeiro de 1920 — Wolverhampton, 19 de janeiro de 2014) foi um futebolista inglês. Jogou a maior parte da sua carreira no Wolverhampton Wanderers. Pela Seleção Inglesa de Futebol, jogou a Copa de 1950.

## Biografia
Nascido em Bradley, na região de Wolverhampton, Williams iniciou sua carreira profissional no Walsall, em 1937. Anteriormente, tinha passado por Bilston e Thompson's FC, dois times amadores de sua cidade.
A Segunda Guerra Mundial prejudicou a carreira do jovem goleiro, que decidiu servir à Força Aérea Real (RAF), virando instrutor de treinamento físico. Mesmo assim, teve tempo de disputar alguns amistosos por Nottingham Forest e Chelsea, sempre como convidado.
Com a Segunda Guerra encerrada, ele voltaria à ativa pelo Wolverhampton Wanderers, que o contratou por 3.500 libras em 1945. Porém, sua estreia oficial veio no ano seguinte, quando o Campeonato Inglês retomou suas atividades, numa vitória por 6 a 1 sobre o Arsenal, partida que marcou ainda outra estreia, a de Johnny Hancocks.
As boas atuações pelos Wolves (que culminaram com o título da Copa da Inglaterra de 1948-49) renderam a Williams sua primeira convocação oficial para a Seleção Inglesa, em 1949, num amistoso contra a França (o primeiro jogo foi pelo time B, contra a Finlândia). Presente na Copa de 1950, jogou as três partidas de seu país (incluindo a surpreendente derrota por 1 a 0 para os EUA), que seria eliminado na primeira fase (na época, apenas o vencedor de seu grupo avançava para o quadrangular final).
Preterido por Walter Winterbottom para as Copas de 1954 e 1958, foi convocado regularmente até 1959. Neste mesmo ano, Williams encerra sua carreira aos 39 anos.
Não seguiu a carreira de treinador ou dirigente após deixar os gramados, preferindo cuidar de uma loja de artigos esportivos e de um centro esportivo. Por seus serviços prestados ao futebol, foi condecorado com a Ordem do Império Britânico.
Bert Williams era o mais velho ex-jogador inglês ainda vivo dentre todos os convocados pelo English Team até sua morte, faltando onze dias para seu aniversário de 94 anos.

## Títulos
Wolverhampton Wanderers
- Copa da Inglaterra: 1949
- Campeonato Inglês: 1953-54